# Émilie Gomis
Pour les articles homonymes, voir Gomis.
Émilie Gomis, née le 18 octobre 1983 à Ziguinchor, Sénégal, est une joueuse française de basket-ball évoluant au poste d’arrière ou ailière.

## Biographie

### Carrière sportive
Elle est formée au Pôle Espoirs de Rouen sous la direction de Vincent Lavandier « Elle était pleine de potentiel et ne connaissait pas ses limites. Alors, un jour, en face à face, je l’ai un peu poussée hors de ses limites physiques et psychologiques. Mon but était de lui montrer qu’elle pouvait faire de grandes choses. »
Cadre de l'équipe de France féminine, elle a remporté le titre européen 2009. Blessée lors du dernier match de préparation, elle doit déclarer forfait pour le Championnat du monde 2010. De retour pour la fin de championnat, elle est retenue en équipe de France où elle décroche une médaille de bronze à l'Euro 2011. Elle est sélectionnée dans l'équipe olympique de 2012. Face à l'Australie en matches de poule, elle marque 22 points contribuant grandement à la victoire de la France. En 2013, elle fait partie de l'équipe de France médaillée d'argent au Championnat d'Europe qui se déroule en France.
En septembre 2013, sans club, elle annonce une pause de quelques mois dans sa carrière : « Depuis que j’ai l’âge de 18 ans, j’enchaîne les saisons en club et les compétitions en équipe de France, j’avais besoin de vacances. Il y a un moment où l’on sent qu’on est arrivé au bout. ». Néanmoins, le 17 décembre 2013 est annoncé son retour sur les parquets avec l'Union Hainaut en tant que pigiste médical d'Amanda Jackson. De son propre aveu, elle n'était pas en pleine possession de ses moyens physiques en 2013 et 2014 (« Pendant les 4 mois passés à Saint Amand, je n’ai pas toujours pu m’exprimer à cause de mon genou (...) [Je] reste déçue parce que je n’ai pas pu montrer mon vrai visage et ça fait deux ans que je ne suis pas à mon meilleur niveau, j’ai juste envie de retrouver ça, les sensations et de pouvoir rester au top. ») et décide de suivre une rééducation de son genou en juillet 2014 avant de commencer la préparation avec l'équipe de France en vue du Championnat du monde 2014. Pleinement guérie de sa gêne au genou et au terme de sa rééducation, elle signe son retour en février 2015 avec le club LFB de Toulouse : « j'ai eu la chance d'être totalement soutenue par la Fédération qui a tout pris en charge à l'INSEP, dans l'optique de refaire partie de la liste de l'équipe de France. J'ai rassuré les gens et le coach en lui montrant que j'avais toujours en tête les championnats d'Europe (...) [L]a proposition de Toulouse est arrivée au bon moment. ».   

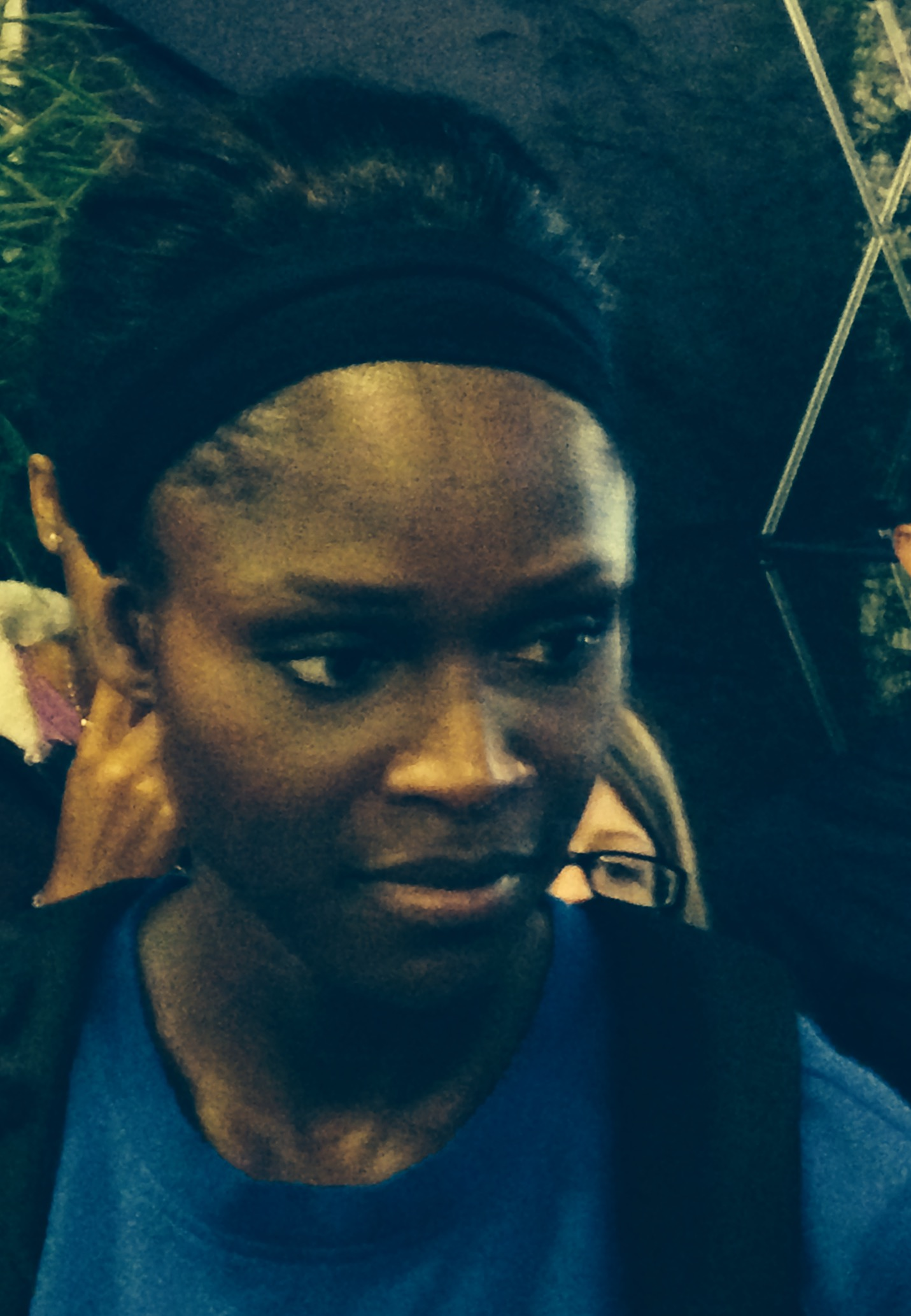
Émilie Gomis (2014)

Blessée au doigt lors d'une des dernières rencontres de championnat, elle est indisponible quelques semaines, ce qui la prive de la préparation et de la sélection en Équipe de France. Sa saison 2015-2016 est de nouveau écourtée par une chute lors de la rencontre de novembre face à Charleville qui la contraint à une opération du poignet et met un terme à sa saison et à sa carrière professionnelle  
Après avoir suivi une formation à la Toulouse Business School, elle signe en Nationale 2 avec le Stade français en novembre 2017. Elle retrouve le chemin des parquets en février 2018 avec 16 points inscrits lors de la 16e journée de NF2.
Pour la saison 2018-2019, elle s'engage avec le club du BC Chauray (Deux-Sèvres) qui évolue en prénationale de Nouvelle-Aquitaine avec pour défi personnel de pouvoir disputer les Jeux olympiques de Tokyo en 3x3. Elle contribue à la montée du club en Nationale 3 tout en poursuivant sa reconversion. Lors de la rentrée 2019, elle s'inscrit à la formation de manager général de club sportif dispensée par le Centre de droit et d'économie du sport de Limoges. 
En fin d'année 2020, elle joue en banlieue d'Oslo pour le club norvégien de Bærum. Elle est également entraîneuse adjointe. Son compagnon vit et joue pour le club voisin de Lommedalen.

### Administratrice de Paris 2024 (2021-2023)
En novembre 2021, Tony Estanguet, le président de Paris 2024, annonce la création d’une équipe d’ambassadeurs de quatre athlètes olympiques et paralympiques pour le label « Terre de Jeux 2024 » qui vise à promouvoir la mobilisation de tous les territoires de France autour des Jeux olympiques de Paris. 
Nommée ambassadrice, Émilie Gomis déclare que cette nomination est une « suite logique » de sa carrière en accord avec sa vision humaniste du sport.

## Polémiques

### Tweets polémiques sur le conflit israélo-palestinien
Le 9 octobre 2023, deux jours après l’attaque du Hamas contre Israël, elle exprime sa prise de position sur le conflit, en relayant un message éphémère sur Instagram faisant état de sa qualité de membre de Paris 2024 montrant une carte de la France de plus en plus recouverte au fil des années par le drapeau israélien, accompagnée d’une question : « Que feriez-vous dans cette situation ? », qui est médiatisé fin novembre sur Twitter. Le Conseil représentatif des institutions juives de France demande alors à la ministre des Sports Amélie Oudéa-Castéra de démettre Émilie Gomis de ses fonctions, dont il estime qu'elle fait un usage contraire à l'article 8 de la charte éthique de Paris 2024, qui prévoit un devoir de réserve dans leur expression publique afin d’éviter « tout acte qui pourrait porter atteinte à l’image ou à la réputation de Paris 2024 ». L'athlète déclare le lendemain que  « [s]es pensées vont à toutes les innocentes victimes touchées par les guerres et actes barbares qui se multiplient dans le monde (...) Les accusations d’antisémitisme auxquelles je fais face sont en totale contradiction avec les valeurs qui m’ont été inculquées et celles que le sport m’a enseignées ». Par la suite, elle présente des excuses et dit avoir « réagi avec émotion »,.
Le 11 décembre, le comité d'éthique de Paris 2024 considère « qu’indépendamment de l’émotion que peuvent susciter les événements qui affectent le Proche-Orient, en particulier dans la période récente, la publication de Mme Gomis, par la justification implicite qu’elle apporte à des actes de terrorisme et sa potentielle contribution au développement en France de sentiments de haine à l’égard d’une partie de la population, constitue, de son point de vue, un manquement grave de l’intéressée aux obligations éthiques, rappelées ci-dessus, qui pèsent sur elle » et que la procédure d'exclusion peut lui être appliquée par la direction de Paris 2024. Émilie Gomis  qui « s’estime […] déshonorée et diffamée par les accusations d’antisémitisme dont elle est victime », a fait savoir qu’elle « n’entend pas démissionner de ses fonctions ». En janvier 2024, le comité de déontologie du Comité national olympique et sportif français, propose la radiation d’Émilie Gomis pour « atteinte avérée aux principes éthiques ». Elle démissionne le 10 janvier 2024 de son rôle d’ambassadrice de Paris 2024, après avoir été évincée de la commission des athlètes (CNOSF).
À la suite d'une plainte déposée le 8 décembre 2023 par le Bureau national de vigilance contre l’antisémitisme, une enquête du chef d’apologie du terrorisme en ligne est confiée à la direction de la police judiciaire de Paris, par le pôle national de lutte contre la haine en ligne du parquet de Paris, le 14 décembre 2023. Émilie Gomis est convoquée en audition libre, ses avocats déclarent que « Cette convocation est proprement ahurissante et totalement fantaisiste » et dénoncent un acharnement,.
Ce tweet polémique n'est cependant pas isolé car Émilie Gomis publie plusieurs autres messages du même genre, soutenant l'attaque d'Israël par l'Iran d'avril 2024, qui venait d'envoyer plusieurs centaines de drones et missiles sur l'État hébreu, puis vantant en juin la « dignité » du Hamas envers ses otages « reflétant ainsi les valeurs de l'islam », selon elle. L'Organisation juive européenne porte plainte pour ces propos présentant « des actes terroristes sous un jour favorable », ce qui pourrait constituer un nouveau délit d'apologie du terrorisme.

## Équipe de France
- Première sélection en A : 10 août 2002 à Saint-Brieuc face au Japon

## Palmarès

### Équipe de France

#### Senior
- Médaille d'argent aux Jeux olympiques 2012 de Londres
- au Championnat d’Europe 2009 à Rīga (Lettonie)
- Médaille d'argent au championnat d'Europe 2013 en France
- au championnat d’Europe 2011[30]

#### Jeunes
- Médaillée de bronze au Mondial des 20 ans et moins (espoir) : 2003
- Médaillée de bronze au Championnat d'Europe des 18 ans et moins (juniors) : 2002
- Médaillée de bronze au championne d'Europe Cadettes : 1999

### Club
- Finaliste de la coupe Ronchetti : 2002
- Vice-champion de France 2003
- Championne de France : 2007
- Vainqueur de la Coupe de France féminine de basket-ball : 2013[31]

## Distinctions
- Chevalier de l'ordre national du Mérite (décret du 31 décembre 2012)[32]

## Autres activités
Émilie Gomis a pris part au programme Bien manger, c'est bien joué!, programme lancé en 2005 par la Fondation du Sport. Elle a participé à la réalisation de vidéos adressées aux jeunes sportifs pour leur apprendre les bases d'une alimentation adaptée à l'effort physique. Ce programme de la Fondation du Sport sensibilise également les enfants à l'importance de l'activité physique.
En 2018, elle participe à l'émission télévisée de survie The Island sur M6.